# Ligne 184 (chemin de fer slovaque)
La ligne 184 des chemins de fer slovaques relie Starý Smokovec
à Tatranská Lomnica.

## Liaison
- Chemin de fer ordinaire
  - Ligne 185 Poprad-Tatry - Plaveč au niveau de l'embranchement Studený Potok - Tatranská Lomnica.
- Ligne TEŽ
  - Ligne 183 Starý Smokovec - Štrbské Pleso

## Mise en service
- Starý Smokovec –  Tatranská Lomnica 16 décembre 1911

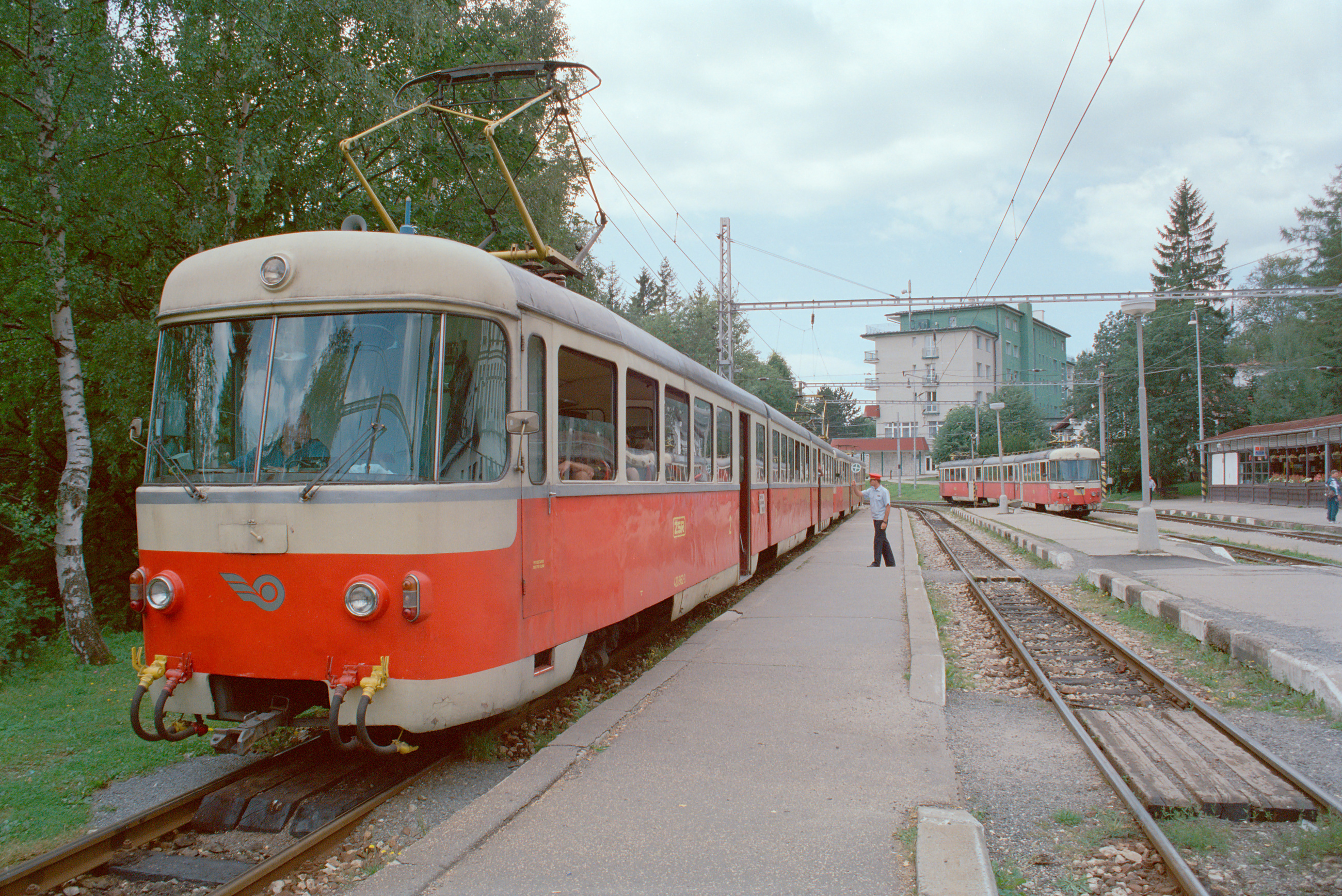
Gare de Starý Smokovec